# Teplá (rivière)
La Teplá (en allemand Tepl) est une rivière de la Tchéquie, au nord-ouest de la Bohême. Elle est un affluent en rive droite de l'Ohře et fait ainsi partie du bassin de l'Elbe.
Elle arrose la ville de Teplá.